# Upplands runinskrifter 302
Upplands runinskrifter 302, nederst på bilden, är ett vikingatida runstensfragment i Skånela kyrka, Skånela socken och Sigtuna kommun. Fragmentet var försvunnet i flera hundra år men återfanns 1953 i en strävpelare.

## Inskriften
Translitterering av runraden:
-----ui · uk · ikriþr ... · ris·a · stin · þina · ift... ...(r) þiʀ · i · s--... ... ... ...a(l)u · uk · kuþs · mþiʀ
Normalisering till runsvenska:
[Kætil]vi(?) ok Ingriðr [letu] ræisa stæin þenna æft[iʀ] ... þiʀ i ... [Guð hialpi s]alu ok Guðs moðiʀ.
Översättning till nusvenska:
Kättilvi(?) och Ingrid [läto] resa denna sten efter ... [Gud hjälpe deras(?)] själ och Guds moder.